# Ingrid Patlagean
Ingrid Märta Sofia Patlagean, född 13 april 1890 i Göteborg, död 15 augusti 1980, var en svensk målare och skulptör.
Hon var dotter till sjökaptenen Anders Ludvig Ardahl och Olga Olsson och från 1925 gift med Numa Patlagean. Hon studerade vid Slöjdföreningens skola 1909-1912 och vid Valands målarskola i Göteborg 1914-1915. Hon vistades i Köpenhamn 1917-1919 där hon bedrev konststudier och 1921-1922 studerade hon skulptur för Bourdelle i Paris. Hon bosatte sig permanent i Paris 1920 och har där medverkat i Parissalongen och en skandinavisk utställning på Maison Watteau. Tillsammans med sin man ställde hon ut på God Konst i Göteborg 1949. Bland hennes offentliga arbeten märks ett par reliefer som fasadutsmyckningar i Göteborg. Hennes konst består av en del svenska motiv huvudsakligen utförda i akvarell samt mindre skulpturer och reliefer. Under 1970-talet återvände hon till Sverige och delade då bostad med konstnärskollegan Karin Parrow.